# Фарис аль-Хури
Фари́с аль-Хури́ (араб. فارس الخوري‎‎; 20 ноября 1877, Бейрут — 2 января 1962, Дамаск) — сирийский политический деятель, двукратный премьер-министр Сирии (14 октября 1944 — 1 октября 1945 года и 3 ноября 1954 — 13 февраля 1955 года).
Фарис аль-Хури родился в христианской семье. Учился в Американском университете Бейрута.
Стал членом Аль-Фатат и боролся против Османской империи и позже против французского мандата.
Внёс существенный вклад в создание Университета Дамаска. Аль-Хури возглавил сирийскую делегацию при основании ООН.
Внучка — поэтесса и писательница Колет Хури.